# Wschodni okręg administracyjny Moskwy
Wschodni okręg administracyjny Moskwy (ros. Восточный административный округ Москвы) — jeden z największych dystryktów administracyjnych w Moskwie, położony na wschodzie miasta, od zachodu graniczący z Północno-wschodnim okręgiem administracyjnym. Liczba mieszkańców tego okręgu w 2021 roku wynosiła około 1 524 265 osób, przy powierzchni całkowitej 154,8 km², gęstość zaludnienia okręgu wynosi około 9844,4 os/km². Wschodni okręg administracyjny Moskwy dzieli się na 16 rejonów:
1. Bogorodskoje (Богородское)
2. Goljanowo (Гольяново)
3. Iwanowskoje (Ивановское)
4. Izmajłowo (Измайлово)
5. Kosino-Uchtomski (Косино-Ухтомский)
6. Metrogorodok (Метрогородок)
7. Nowogiriejewo (Новогиреево)
8. Nowokosino (Новокосино)
9. Pierowo (Перово)
10. Prieobrażenskoje (Преображенское)
11. Siewernoje Izmajłowo (Северное Измайлово)
12. Sokolinaja Gora (Соколиная Гора)
13. Sokolniki (Сокольники)
14. Wieszniaki (Вешняки)
15. Wostocznoje Izmajłowo (Восточное Измайлово)
16. Wostocznyj (Восточный)

## Transport
Przez okręg, przebiegają trzy linie metra moskiewskiego: Linia Sokolniczeska, Linia Arbacko-Pokrowska, Linia Kalinińska. W granicach okręgu mieszczą się również duże obszary leśne wchodzące w skład parku narodowego Łosinyj ostrow.